# Route départementale 188 (Essonne)
Pour les articles homonymes, voir Route départementale 188.
La route départementale 188 est une route départementale située dans le département français de l'Essonne et dont l'importance est aujourd'hui restreinte à la circulation routière locale. Elle permet de rallier les deux centres urbains de Massy et Les Ulis.

## Histoire
La route départementale 188 reprend en partie le tracé de l'ancienne route nationale 188 qui reliait la route nationale 20 à Massy au lieu-dit «Le Petit Massy » et  Chartres par Ablis. Cette route nationale fut coupée dans les années 1960 par l'autoroute A 10 à Palaiseau au sud de l'avenue Jean Jaurès. La route nationale fut déviée par une route à 4 voies, l'avenue du Maréchal Koenig à Massy passant au sud de la zone urbanisée, son ancien parcours de l'avenue Jean Jaurès à Palaiseau au «Petit Massy» devenant les routes départementales secondaires D 66 et D 121.
Dans les années 1970, elle fut en partie déviée en reprenant à partir de l'autoroute A10 le tracé de la ligne Paris - Chartres par Gallardon entre Villebon-sur-Yvette et Les Ulis, pour rejoindre la route départementale 988. 
En 2006, la route nationale 188 fut totalement déclassée et devint la route départementale 188.

## Itinéraire
La route départementale 188 relie aujourd'hui le grand ensemble de Massy-Antony et la ville nouvelle des Ulis.
- Massy, elle entame son parcours à l'intersection avec la route nationale 20 en prenant l'appellation d' Avenue du Maréchal Kœnig, à proximité du centre commercial -X %, elle rencontre la route départementale 120 puis passe au-dessus de la ligne de Grande Ceinture empruntée par la ligne C du RER d'Île-de-France.
- Champlan, elle entre à l'extrême nord-est du territoire et devient la Route de Chartres avant d'accéder à l'échangeur autoroutier au-dessus de la route départementale 444 et l'autoroute A10, elle passe ensuite sous la route départementale 117 pour achever la première partie de son parcours à la frontière avec Palaiseau.
- Villebon-sur-Yvette, elle reprend son parcours à partir de l'autoroute A10 en utilisant le trajet de l'ancienne voie ferrée de la ligne Paris - Chartres par Gallardon pour traverser le bois des Gelles.
- Orsay, elle entre à l'est du territoire dans le bois de la Grille Noire en prenant l'appellation de Bretelle de Chevreuse puis traverse la route nationale 118 par un viaduc entre le bois Persan et le bois du Cimetière d'Orsay avant de passer au-dessus de la route départementale 446.
- Les Ulis, elle entre à l'extrême nord du territoire en conservant sa dénomination pour rejoindre par un carrefour giratoire la route départementale 988.

## Pour approfondir